# Dr. Silvana & Cia.
Dr. Silvana & Cia. é uma banda brasileira de pop rock, formada em Rio de Janeiro, capital do estado de Rio de Janeiro.
Suas músicas ficaram conhecidas nacionalmente pelas letras bem-humoradas e de duplo sentido.

## Carreira
O Dr. Silvana & Cia. foi formado em 1984, por Ricardo Zimetbaum, Cícero Pestana, Jorge Soledade e Edu Lissovsky, no Rio de Janeiro.
Lançou um compacto pela CBS em 1984, Eh! Oh!, e um LP pela mesma gravadora no ano seguinte, intitulado Dr. Silvana & Cia. Duas músicas do disco transformaram-se logo em hit: "Serão Extra" e "Taca a Mãe pra Ver se Quica".
Em 1985, o Dr. Silvana & Cia. participou da coletânea Que Delícia de Rock, também lançada pela gravadora CBS.
Em 1987, é lançado o segundo álbum, Tide.
Já no ano de 1989, o grupo lança o seu terceiro álbum: Ataca Outra Vez, agora pela gravadora RGE.
No ano de 1993, é lançado o quarto álbum do grupo, A Vingança, não tendo a mesma repercussão que seus álbuns anteriores.
Em 2005, é lançado o álbum Choco, Choco, Chocolate.
Em 2015, gravaram no Rio de Janeiro um DVD comemorativo de 30 anos de carreira.
Atualmente, a banda conta com nova formação e se apresenta em todo o Brasil em eventos próprios ou festas dos anos 1980.

## Integrantes

### Atuais
- Cícero Pestana (vocal e guitarra)
- Vagner Beraldo (baixo)
- Maurício Mello (bateria)

### Originais
- Ricardo Zimetbaum (voz e vocal) - seguiu carreira solo após sair da banda
- Cícero Pestana (guitarra e vocal)
- Jorge Soledade, "Zulu" (baixo) - faleceu em 27 de maio de 2010, de insuficiência respiratória depois de uma operação de aorta no Hospital Pedro Ernesto, em Vila Isabel
- Edu Lissovsky (bateria)

## Discografia
Compactos
- Eh! Oh! - Epic Records/Discos CBS (1984)
- Serão Extra (Ela Foi Dar Mamãe) - Epic Records/Discos CBS (1984/1985)

Álbuns de estúdio
- Dr. Silvana & Cia. - Epic Records/Discos CBS (1985)
- Tide - Epic Records/Discos CBS (1987)
- Ataca Outra Vez - Discos RGE (1989)
- A Vingança - Discos RPG (1993)
- Choco, Choco, Chocolate - Selesom (2005)

Coletâneas
- Que Delícia de Rock - Epic Records/Discos CBS (1985)
- Pop Rock - Volume 1 - Epic Records/Discos CBS (LP/cassete: 1990); Columbia Records/Sony Music (CD: 1998)
- Pop Rock - Volume 2 - Epic Records/Discos CBS (LP/cassete: 1990); Columbia Records/Sony Music (CD: 1998)